# Konjščina
Konjščina es un municipio de Croacia en el condado de Krapina-Zagorje.

## Geografía
Se encuentra a una altitud de 173 m s. n. m. a 54,9 km de la capital nacional, Zagreb.

## Demografía
En el censo 2011, el total de población del municipio fue de 4021 habitantes, distribuidos en las siguientes localidades:
- Bočadir - 158
- Bočaki - 325
- Brlekovo - 56
- Donja Batina - 89
- Donja Konjščina - 139
- Galovec - 127
- Gornja Konjščina - 117
- Jelovec - 158
- Jertovec - 732
- Klimen - 141
- Konjščina - 1 086
- Kosovečko - 100
- Krapina Selo - 147
- Pešćeno - 151
- Sušobreg - 221
- Turnišće - 240